# Jacob Maurer
Pour les articles homonymes, voir Maurer.
Johann Jacob Maurer, né le 15 janvier 1737 à Schaffhouse, mort le 30 ou le 31 août 1780 à Utrecht, est un peintre néerlandais d’origine suisse. 

## Biographie
Maurer naît à Schaffhouse, en Suisse. Encore mineur, il part en 1753 aux Pays-Bas. Une partie du voyage s'effectue par bateau ; lors du voyage son bateau est attaqué par des soldats français. Maîtrisant la langue française, Maurer négocie avec les soldats et empêche un pillage. Après des débuts comme stucateur à Amsterdam, il s'inscrit à la Stadstekenacademie, où il s'initie à la peinture et au dessin et fait de grands progrès. Il reçoit une médaille d'or de l'académie, et en 1762 il figure dans la liste des membres de première classe. Il se fait connaître grâce à Cornelis Ploos van Amstel, qui devient son mécène.
Plus tard, Maurer s'installe à Utrecht, où il devient professeur et directeur à la Teekenacademie (académie de dessin) à la Fundatie van Renswoude. Il a notamment comme élèves Christiaan van Geelen, Bernard Schreuders et son compatriote Johann Heinrich Wüest.

## Œuvres
Apres ses débuts en stucateur, il s'est mis en portraitiste. Selon des contemporains, il avait une coloration « louable », ainsi qu'une personalité « aimable ». Dans sa façon d'utiliser les proportions et les couleurs, il a été influencé par Gérard de Lairesse, Jan Verkolje et Nikolaas Verkolje.